# Hydropsyche clavulata
Hydropsyche clavulata là một loài Trichoptera trong họ Hydropsychidae. Chúng phân bố ở miền Cổ bắc.